# Lussac-les-Châteaux
Lussac-les-Châteaux é uma comuna francesa na região administrativa da Nova Aquitânia, no departamento de Vienne. Estende-se por uma área de 28,06 km². Em 2010 a comuna tinha 2 368 habitantes (densidade: 84,4 hab./km²).